# Marc du Pontavice

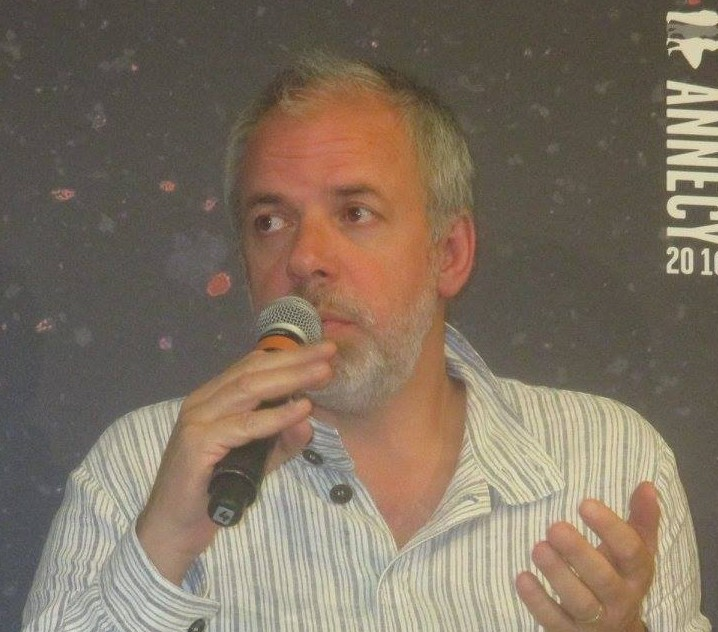
Marc du Pontavice 2016

Marc du Pontavice (* 10. Januar 1963 in Paris) ist ein französischer Filmproduzent.

## Leben
Marc du Pontavice stammt aus einer Familie der Noblesse française. Er machte sein Diplom in Politikwissenschaft am Institut d’études politiques de Paris 1989 und begann anschließend für die Filmproduktionsgesellschaft Gaumont zu arbeiten. Dort kümmerte er sich unter anderem um die Fernsehserie Highlander. Er gründete dort die Tochtergesellschaft Gaumont Télévision. 1995 war er auch an der Gründung von Gaumont Multimedia beteiligt. Er produzierte dort unter anderem die beiden Zeichentrickserien Ein Heim für Aliens (1997) und Oggy und die Kakerlaken (1998). Außerdem produzierte er die Videospiele zu Die Besucher und Das fünfte Element.
1999 gründete er zusammen mit seinem Bruder Alix du Pontavice sein eigenes Animationsstudio Xilam. Der erste Film wurde 2003 Kaena – Die Prophezeiung. Neben den von Gaumont aufgekauften Fernsehserien, an denen er schon vorher arbeitete, erschienen Serien wie Generation Ninja, A Kind of Magic – Eine magische Familie und Zig & Sharko – Meerjungfrauen frisst man nicht!.
Der von ihm produzierte Film Ich habe meinen Körper verloren von Jérémy Clapin wurde bei der Oscarverleihung 2020 für einen Oscar als Bester animierter Spielfilm nominiert.

## Filmografie (Auswahl)
- 1993: Les Minikeums (Fernsehserie)
- 1993–1994: Highlander (Fernsehserie)
- 1997–2005: Ein Heim für Aliens (Les zinzins de l'espace)  (Fernsehserie)
- 1998–2019: Oggy und die Kakerlaken (Oggy et les cafards)  (Fernsehserie)
- 2005: Tupu – Das wilde Mädchen aus dem Central Park (Tupu)  (Fernsehserie)
- 2007: Generation Ninja (Shuriken School)  (Fernsehserie)
- 2007: Auf in den Westen, Lucky Luke! (Tous à l'Ouest: Une aventure de Lucky Luke)
- 2009: Mr. Baby
- 2010: Gainsbourg – Der Mann, der die Frauen liebte (Gainsbourg (Vie héroïque))
- 2010: Zig & Sharko – Meerjungfrauen frisst man nicht! (Zig & Sharko)  (Fernsehserie)
- 2011: Der Krieg der Knöpfe (La guerre des boutons)
- 2014: Den Menschen so fern (Loin des hommes)
- 2016: Ronks – Keine Steinzeit ohne Alien! (Rolling with the Ronks!)  (Fernsehserie)
- 2016: The Daltons
- 2018: Verbündete Feinde (Frères ennemis)
- 2018: Paprika  (Fernsehserie)
- 2019: Mr. Magoo  (Fernsehserie)
- 2020: Ich habe meinen Körper verloren (J'ai perdu mon corps)
- 2021: Chip und Chap: Das Leben im Park (Chip und Chap: Das Leben im Park) (Fernsehserie)
- 2024: Pendant ce temps sur Terre

## Videospiele (Auswahl)
- 1994: Highlander: The Last of the MacLeods
- 1998: The Fifth Element
- 2001: Stupid Invaders